# Galaxy Fraulein Yuna II
Galaxy Fräulein Yuna 2: Eternal Princess (銀河お嬢様伝説ユナ2　永遠のプリンセス Ginga Ojōsama Densetsu Yuna 2 Eien no Purinsesu?, La leyenda de la dama galáctica Yuna 2: La Princesa Eterna) es un videojuego de aventura que fue lanzada por PC Engine CD en 30 de junio de 1995 en Japón, desarrollado por Red Entertainment y publicado por Hudson Soft, y más tarde, fue lanzado en el Recopilatorio Ginga Ojousama Densetsu Collection para PlayStation Portable en 2008. Es la continuación de Galaxy Fraulein Yuna, y es el segundo juego de la serie del mismo nombre.
- Datos: Q111737471